# Bandeira de Ruanda

Anterior bandeira do Ruanda (1962-2001)

Bandeira do Reino do Ruanda (1959-1962)

A atual bandeira de Ruanda foi adotada a 25 de Outubro de 2001. 
A bandeira é composta de quatro cores: azul, verde e dois tipos de amarelo (o amarelo padrão da faixa do meio e o "amarelo sol", assim considerado pelo sistema Pantone); a diferença entre os dois tons é de difícil reparo.
A banda azul representa felicidade e paz, a faixa amarela simboliza desenvolvimento econômico, e a faixa verde simboliza esperança e prosperidade. O sol representa iluminação.
A bandeira foi desenhada por Alphonse Kirimobenecyo.

## Bandeira anterior
A bandeira anterior do Ruanda era uma tricolor vertical vermelha-amarela-verde com uma grande letra "R" (para se distinguir da bandeira da Guiné). Derivante da bandeira da Etiópia, as cores verde, amarelo e vermelho representavam a paz; a esperança da nação de um futuro melhor; e o povo. Em 2001, a bandeira nacional foi modificada, com a retirada da cor vermelha, por causa da associação dela com o sangue e com o genocídio acontecido no país em 1994.